# Anders Lee
Anders Mark Lee (* 3. července 1990) je profesionální americký hokejový útočník a od roku 2018 také kapitán klubu New York Islanders v severoamerické lize NHL.

## Hráčská kariéra
Ve vstupním draftu NHL 2009 byl vybrán v šestém kole z celkové 152. pozice klubem New York Islanders. Prvního dubnového dne 2013 s klubem podepsal vstupní dvoletou smlouvu. Svůj debut v NHL prožil o den později v zápase proti Winnipegu, kde se mu dokonce podařilo vstřelit branku.
V říjnu 2018 nahradil ve funkci kapitána týmu Johna Tavarese, který odešel do Toronta.

Prvního červencové dne 2019 podepsal s klubem sedmiletou prodlužující smlouvu. V utkání proti Columbusu si 10. března 2022 připsal svůj první kariérní hattrick v NHL.

## Osobní život
Narodil se ve městě Edina, které je v těsném sousedství dvou největších měst Minnesoty, kterými jsou Minneapolis a Saint Paul. Má dvě mladší sestry. Jeho otec v mládí hrával na pozici brankáře. Anders začínal s hokejem ve třech letech, ale později vynikal i v americký fotbalu a baseballu.
Během studia na Univerzitě Notre Dame se seznámil s Irkou Grace Dooley. Po několika letech vztahu se 7. července 2018 vzali. Mají spolu dvě děti, které se narodily v letech 2020 a 2021.

## Statistiky

### Klubové statistiky
| Sezóna      | Klub                      | Soutěž      |     | Základní část | Základní část | Základní část | Základní část | Základní část |    | Play off | Play off | Play off | Play off | Play off |
| Sezóna      | Klub                      | Soutěž      | Z   | G             | A             | B             | TM            | Z             | G  | A        | B        | TM       |          |          |
| 2010–11     | Notre Dame Fighting Irish | CCHA        | 44  | 24            | 20            | 44            | 16            | —             | —  | —        | —        | —        |          |          |
| 2011–12     | Notre Dame Fighting Irish | CCHA        | 40  | 17            | 17            | 34            | 24            | —             | —  | —        | —        | —        |          |          |
| 2012–13     | Notre Dame Fighting Irish | CCHA        | 41  | 20            | 18            | 38            | 37            | —             | —  | —        | —        | —        |          |          |
| 2012–13     | New York Islanders        | NHL         | 2   | 1             | 1             | 2             | 0             | —             | —  | —        | —        | —        |          |          |
| 2013–14     | Bridgeport Sound Tigers   | AHL         | 54  | 22            | 19            | 41            | 83            | —             | —  | —        | —        | —        |          |          |
| 2013–14     | New York Islanders        | NHL         | 22  | 9             | 5             | 14            | 14            | —             | —  | —        | —        | —        |          |          |
| 2014–15     | Bridgeport Sound Tigers   | AHL         | 5   | 3             | 2             | 5             | 2             | —             | —  | —        | —        | —        |          |          |
| 2014–15     | New York Islanders        | NHL         | 76  | 25            | 16            | 41            | 33            | 5             | 0  | 1        | 1        | 7        |          |          |
| 2015–16     | New York Islanders        | NHL         | 80  | 15            | 21            | 36            | 51            | —             | —  | —        | —        | —        |          |          |
| 2016–17     | New York Islanders        | NHL         | 81  | 34            | 18            | 52            | 56            | —             | —  | —        | —        | —        |          |          |
| 2017–18     | New York Islanders        | NHL         | 82  | 40            | 22            | 62            | 44            | —             | —  | —        | —        | —        |          |          |
| 2018–19     | New York Islanders        | NHL         | 82  | 28            | 23            | 51            | 58            | 8             | 1  | 3        | 4        | 8        |          |          |
| 2019–20     | New York Islanders        | NHL         | 68  | 20            | 23            | 43            | 47            | 22            | 7  | 4        | 11       | 15       |          |          |
| 2020–21     | New York Islanders        | NHL         | 27  | 12            | 7             | 19            | 12            | —             | —  | —        | —        | —        |          |          |
| 2021–22     | New York Islanders        | NHL         | 76  | 28            | 18            | 46            | 34            | —             | —  | —        | —        | —        |          |          |
| 2022–23     | New York Islanders        | NHL         | 82  | 28            | 22            | 50            | 50            | 6             | 1  | 0        | 1        | 12       |          |          |
| 2023–24     | New York Islanders        | NHL         | 81  | 20            | 17            | 37            | 68            | 5             | 1  | 3        | 4        | 6        |          |          |
| NHL celkově | NHL celkově               | NHL celkově | 759 | 260           | 193           | 453           | 467           | 46            | 10 | 11       | 21       | 48       |          |          |

### Reprezentační statistiky
| Rok                            | Tým                            | Soutěž                         | Z  | G  | A | B  | TM |
| ------------------------------ | ------------------------------ | ------------------------------ | -- | -- | - | -- | -- |
| 2015                           | USA                            | MS                             | 10 | 1  | 4 | 5  | 2  |
| 2017                           | USA                            | MS                             | 8  | 5  | 3 | 8  | 10 |
| 2018                           | USA                            | MS                             | 10 | 4  | 0 | 4  | 4  |
| Seniorská reprezentace celkově | Seniorská reprezentace celkově | Seniorská reprezentace celkově | 28 | 10 | 7 | 17 | 16 |